# Wilko Johnson
Pour les articles homonymes, voir Johnson.
Wilko Johnson, nom de scène de John Peter Wilkinson, est un guitariste, chanteur et compositeur britannique né le 12 juillet 1947 à Canvey Island et mort le 21 novembre 2022 à Westcliff-on-Sea (Essex, Grande-Bretagne).
Il est surtout connu pour avoir été le guitariste du groupe de pub rock anglais Dr. Feelgood. Son jeu de guitare est particulièrement remarquable (rythmique, sans médiator), et a influencé, à la fin des années 1970, de nombreux musiciens tels The Stranglers ou The Clash.

## Biographie
Après avoir été enseignant et participé à plusieurs groupes amateurs, Wilko Johnson fonde Dr. Feelgood en 1971, avec Lee Brilleaux, John B. Sparks dit Sparko et John Martin alias The Big Figure. Il est le principal compositeur du groupe et enregistre avec lui trois albums studio et un live entre 1975 et 1977. Il quitte la formation en avril 1977 pendant l'enregistrement de l'album Sneakin' Suspicion. Au sein de Dr Feelgood, il est une figure singulière, s'imposant comme une personnalité incontournable par son jeu de guitare sur Fender Telecaster, mais aussi par un jeu de scène dynamique et spectaculaire.
Il monte ensuite un nouveau groupe, Solid Senders, qui ne sort qu'un seul album en 1978, puis il intègre Ian Dury and The Blockheads en 1980 avec qui il enregistre l'album Laughter avant de se lancer dans une carrière solo dès 1981 avec l'album Ice on the Motorway.
Wilko Johnson est un des protagonistes du film documentaire réalisé par Julien Temple en 2009, Oil City Confidential, qui retrace l'histoire de Dr. Feelgood.
En 2011 et 2012, il apparaît dans les deux premières saisons de la série télé américaine Le Trône de fer (Game of Thrones) dans le rôle d'un personnage secondaire, Ilyn Payne.
Il publie en 2012 son autobiographie, Looking Back at Me, écrite en collaboration avec Zoë Howe.

### Mort
Le 9 janvier 2013, son manager annonce que Wilko Johnson est en phase terminale d'un cancer du pancréas. Après avoir refusé de suivre une chimiothérapie, il préfère employer les quelques mois qui lui restent à vivre à faire une mini-tournée d'adieu (dont est issu le DVD Live at Koko) et à enregistrer de nouveaux morceaux. Parmi ceux-ci, un single en compagnie du groupe The Urban Voodoo Machine, et un album en collaboration avec Roger Daltrey, le chanteur de The Who. Le disque intitulé Going Back Home, enregistré en une semaine, offre de nouvelles versions de titres appartenant au répertoire de Wilko Johnson ainsi qu'une reprise de Bob Dylan. Le bassiste Norman Watt-Roy et le batteur Dylan Howe, qui accompagnent Wilko Johnson depuis plusieurs années, sont présents sur le disque, ainsi que Mick Talbot, ex claviériste de The Style Council, et Steve Weston à l'harmonica. L'album sort le 24 mars 2014 et se classe directement à la 3e place des charts britanniques.
Wilko Johnson apparaît également sur deux morceaux de l'album Rhythm and Punk Review du supergroupe The Mutants qui réunit notamment Wayne Kramer, Jake Burns (Stiff Little Fingers) ou Neville Staple (The Specials, Fun Boy Three).
Plus d'un an après le diagnostic, l'état de santé de Wilko Johnson reste satisfaisant, au point qu'il entreprend, à partir de janvier 2014, une tournée passant par l'Europe et le Japon (The Going Back Home Tour). Mais des concerts prévus jusqu'en été sont annulés car Wilko Johnson doit subir une lourde intervention chirurgicale le 30 avril 2014 qui a de bonnes chances, selon les médecins, de lui sauver la vie . Le 22 octobre 2014, alors qu'il reçoit le prix honorifique d'icône musicale pendant la cérémonie des Q Awards, il annonce être guéri du cancer.
Le 15 juin 2018, il sort un nouvel album intitulé Blow Your Mind.
Le 23 novembre 2022, un post indique sur les réseaux sociaux la mort de Wilko Johnson à son domicile à l'âge de 75 ans le 21 novembre 2022,.

## Discographie

### Avec Dr. Feelgood
- 1975 - Down by the Jetty
- 1975 - Malpractice
- 1976 - Stupidity (album live)
- 1977 - Sneakin' Suspicion
- 1981 - Casebook (compilation)
- 1989 - Singles (The UA Years) (compilation)
- 1999 - Live at the BBC 1974-5 (album live)
- 2001 - BBC Sessions 1973-1978 (album live)
- 2012 - All Through The City (With Wilko 1974-1977) (coffret 3 CD + 1 DVD)

### Avec Solid Senders
- 1978 - Wilko Johnson's Solid Senders

### Avec Ian Dury and The Blockheads
- 1980 - Laughter.

### Avec Roger Daltrey
- 2014 - Going Back Home.

### En solo
- 1981 - Ice on the Motorway
- 1984 - Pull the Cover
- 1985 - Watch Out ! (album live)
- 1987 - Call it What you Want (8 titres live, 8 en studio)
- 1988 - Barbed Wire Blues
- 1991 - Don't Let Your Daddy Know (album live)
- 1998 - Going Back Home
- 2001 - Live in Japan 2000 (album live, à destination du marché japonais)
- 2002 - Back in the Night (compilation)
- 2003/2005 - Red Hot Rocking Blues
- 2010 - Best of (2 volumes, compilation)
- 2013 - Live at Koko (DVD live enregistré au KOKO à Londres en mars 2013)
- 2018 - Blow Your Mind

### Collaborations
- 1977 - You Better Believe Me / Round and Round (45 tours) avec Celia and The Mutations
- 1978 - Vampires Stole My Lunch Money album de Mick Farren
- 1983 - Bottle Up and Go (EP 4 titres) avec Lew Lewis Band
- 1985 - Que Sera Sera album de Johnny Thunders
- 1988 - Back in the Day (EP 5 titres) avec Steve Hooker
- 2002 - The Stranglers and Friends Live in Concert
- 2014 - Help Me Jesus / Heroin (Put my Brothers in The Ground) (single 2 titres) avec The Urban Voodoo Machine
- 2014 - Rhythm and Punk Review album de The Mutants

## Filmographie
- 2009 - Oil City Confidential de Julien Temple
- 2011/2012 - Le Trône de fer (Game of Thrones) : Ilyn Payne (épisodes La Route royale, Baelor, De feu et de sang (saison 1) et La Néra (saison 2))
- 2015 - The Ecstasy of Wilko Johnson de Julien Temple

## Publication
- 2012 - Looking Back At Me, avec Zoë Howe (Cadiz Music).